# Поливальщик (фильм)
«Поливальщик» (фр. L'arroseur) — немой короткометражный фильм режиссёра Жоржа Мельеса, снятый в 1896 году. На данный момент считается утерянным.

## Сюжет
Своеобразный ремейк фильма «Политый поливальщик» братьев Люмьер. Хулиган наступает на шланг поливальщика, и вода перестаёт течь оттуда. Поливальщик, пытаясь понять, в чём же дело, заглядывает в шланг. Хулиган спрыгивает со шланга, и поливальщика окутывает вода. Рассерженный поливальщик обливает хулигана водой, и тот спасается бегством.

## В ролях
- Жорж Мельес — поливальщик
- Гильмутро Шонс — хулиган